# となりの国のものがたり
「となりの国のものがたり」とは、亜紀書房が刊行する韓国文学の叢書。2018年から刊行。

## ラインナップ
1. 『フィフティ・ピープル』チョン・セラン 斎藤 真理子 訳 2018年9月
2. 『娘について』キム・ヘジン 古川 綾子 訳 2018年12月
3. 『外は夏』キム・エラン 古川 綾子 訳 2019年6月
4. 『誰にでも親切な教会のお兄さんカン・ミノ』イ・ギホ 斎藤 真理子 訳　2020年1月
5. 『わたしに無害なひと』チェ・ウニョン 古川 綾子 訳 2020年4月
6. 『ディディの傘』ファン・ジョンウン 斎藤 真理子 訳 2020年9月
7. 『大都会の愛し方』パク・サンヨン オ・ヨンア 訳 2020年11月
8. 『小さな心の同好会』ユン・イヒョン 古川 綾子 訳 2021年4月
9. 『かけがえのない心』チョ・ヘジン オ・ヨンア 訳 2021年9月
10. 『シャーリー・クラブ』パク・ソリョン 李聖和 訳 2023年6月